# Vladimir Voytinsky

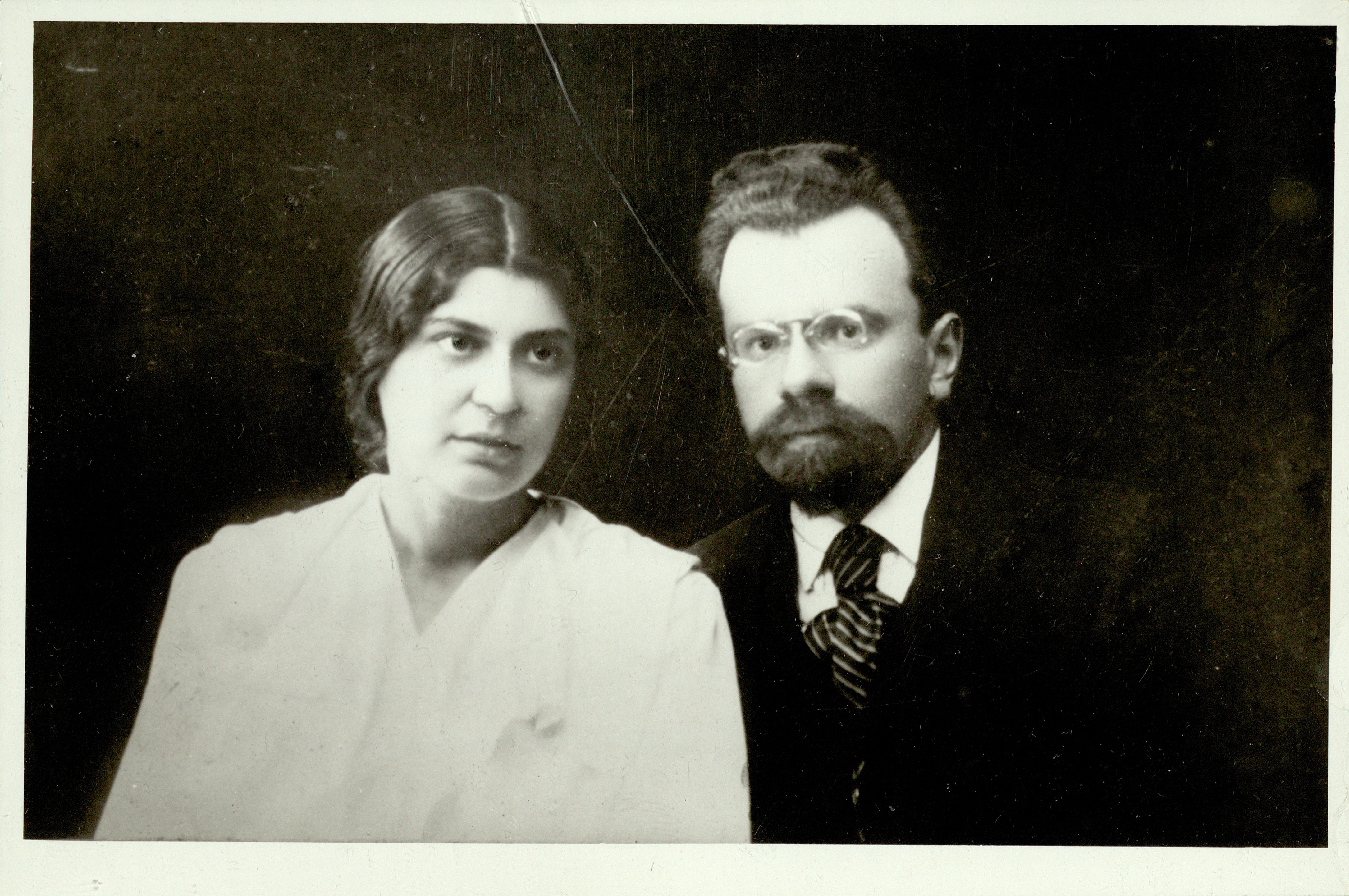
Vladimir S. Voitinsky en zijn vrouw Emma S. Shadkhan.

Vladimir Saveljevitsj Voytinsky of Wladimir Woytinsky (Russisch Владимир Савельевич Войтинский), geboren op 12 november 1885 in Sint-Petersburg, Keizerrijk Rusland, en overleden op 11 juni 1960 in New York, Verenigde Staten) was een economisch statisticus en economisch politicus die, als hoofd van de statistische afdeling van de Allgemeiner Deutscher Gewerkschaftsbund tijdens de Grote Depressie het WTB-Plan initieerde, een expansief economisch tewerkstellingsprogramma. 

## Levensloop
Als zoon van een Joodse wiskundeleraar sloot hij zich tijdens de Revolutie van 1905 aan bij de bolsjewistische vleugel van de Russische Sociaaldemocratische Arbeiderspartij (RSDAP) en werd hij voorzitter van de studentenraad van Sint-Petersburg. Als gevolg van zijn activiteiten werd hij in 1908 naar Siberië gedeporteerd, waar hij tot 1912 bleef. Na de Februarirevolutie (1917) nam hij afstand van de bolsjewieken en sloot hij zich aan bij de Mensjewieken, het hervormingsgezinde deel van de Russische sociaaldemocratie. Hierdoor kwam hij in conflict met de dictatuur van de Bolsjewistische Partij die ontstond als gevolg van de Oktoberrevolutie. Voytinsky werd aanvankelijk gevangen gezet door zijn voormalige kameraden, maar kon in 1918 naar Georgië emigreren, waar hij campagne voerde voor de sociaaldemocratische regering. 
In 1922, na de onderwerping van de Democratische Republiek Georgië door de bolsjewieken, vertrok Voytinsky naar Duitsland, waar hij in 1929 hoofd werd van de statistische afdeling van de ADGB. Als hoofdauteur van het WTB-plan dat in april 1932 formeel werd aangenomen door de ADGB, stelde hij een expansief economisch beleid voor tijdens de crisis, vergelijkbaar met de beginselen van de Keynesiaanse economie. Toch werd hij met scepsis ontvangen door de dominante tendens van gematigd links in die tijd, die meer neigde naar fiscale orthodoxie. Van 1933-35 werkte Woytinsky voor de Internationale Arbeidsorganisatie (ILO) in Genève en in 1935 emigreerde hij naar de VS als aanhanger van de New Deal. Woytinsky's autobiografie “Stormy Passage” werd daar ook gepubliceerd na zijn dood (1961). 